# 菅悟史
菅 悟史（かん さとし ）は、日本のデザイナー。
東京都生まれ。桑沢デザイン研究所 プロダクトデザイン科卒業 。現在、デザイン事務所 INDIGO DESIGN 代表。
プロダクトデザインを中心にグラフィックデザイン、ブランディング 、コンサルティング、教育まで幅広い活動を行う。 
iFデザイン賞（ドイツ）、グッドデザイン賞など、国内外のデザイン賞を受賞。
桑沢デザイン研究所 プロダクトデザイン科 非常勤講師（2014年-）。